# Tubal-Kain
Tubal-Kain – postać biblijna, kowal sporządzający wszystkie narzędzia z brązu i żelaza. Występuje w Księdze Rodzaju, rozdziale 4, wersie 22. Syn Lameka i Silli, praprapraprawnuk Kaina. Należał do ósmego pokolenia ludzi. Biblia nie podaje jego potomstwa, wspomina jedynie o siostrze – Naamie.

Silla - ona też urodziła Tubal-Kaina; był on kowalem, sporządzającym wszelkie narzędzia z brązu i z żelaza. Siostrą Tubal-Kaina była Naama. (Biblia Tysiąclecia, Rdz 4,22)

Jego postać została ukazana w filmie Noe: Wybrany przez Boga.